# 구리남양주 요금소
구리남양주 요금소(九里南楊州 料金所, Guri-Namyangju TG)는 경기도 구리시 수도권제1순환고속도로 27 (토평동)에 위치한 수도권제1순환고속도로 본선 상의 요금소다. 토평 나들목에서 북쪽으로 약 1km 떨어진 곳에 있다. 1991년 11월 29일 하일 나들목 ~ 남양주 나들목 구간이 개통하면서 구리 요금소라는 이름으로 영업을 개시했다. 2010년 8월 23일 경기도에서 경기순환버스 노선을 신설하면서 이 버스가 정차하는 버스 정류장이 설치되었다. 그러나 이 요금소가 구리시 뿐 아니라 남양주시의 실질적인 관문 역할을 하고 있기 때문에 남양주시에서는 구리와 남양주를 병기하는 방안을 지속적으로 제안해왔고, 2014년 남양주시 을 지역구 국회의원인 박기춘, 남양주시, 한국도로공사 등이 협의하여 2014년 9월 29일에 구리 요금소에서 구리남양주 요금소로 개칭했다. 요금소 내에 구리남양주행복드림쉼터가 설치되어 있으며, 판교 방향에만 행복드림쉼터가 존재한다.

## 연혁
- 1995년 1월 24일 : 1995년 12월까지 요금소 차선 확장공사로 인해 경기도 구리시 토평동 ~ 수택동 556m 구간 도로구역 변경[2]
- 1999년 11월 26일 : 서울외곽순환고속도로 하일 나들목 ~ 남양주 나들목 구간 개통과 함께 구리 요금소로 영업 개시
- 2002년 3월 19일 : 2002년 12월까지 요금소 차로 확장 공사를 위해 경기도 성남시 분당구 삼평동 ~ 남양주시 별내면 화점리 34.3km 구간 도로구역 변경[3]
- 2010년 8월 23일 : 경기순환버스 노선 신설로 요금소 도로변에 환승 정류소 설치
- 2014년 9월 29일 : 명칭을 구리 요금소에서 구리남양주 요금소로 변경

## 교통량 정보
| 요금소              | 통행량 (대/일) | 통행량 (대/일) | 통행량 (대/일)    | 통행량 (대/일)    | 통행량 (대/일)    | 통행량 (대/일)    | 통행량 (대/일)    | 통행량 (대/일)    | 통행량 (대/일)    | 통행량 (대/일) | 각주  |
| 요금소              | 2001년         | 2002년         | 2003년            | 2004년            | 2005년            | 2006년            | 2007년            | 2008년            | 2009년            | 2010년         | 각주  |
| ------------------- | -------------- | -------------- | ----------------- | ----------------- | ----------------- | ----------------- | ----------------- | ----------------- | ----------------- | -------------- | ----- |
| 구리 (개방식)       | 111,904        | 119,751        | 139,997           | 142,279           | 147,938           | 160,415           | 173,537           | 175,643           | 183,654           | 185,331        | [ 4 ] |
| 구리남양주 (개방식) | 구리 요금소    | 구리 요금소    | 구리 요금소       | 구리 요금소       | 구리 요금소       | 구리 요금소       | 구리 요금소       | 구리 요금소       | 구리 요금소       | 구리 요금소    | [ 4 ] |
| 요금소              | 2011년         | 2012년         | 2013년            | 2014년            | 2015년            | 2016년            | 2017년            | 2018년            | 2019년            |                | [ 4 ] |
| 구리 (개방식)       | 186,411        | 186,119        | 구리남양주 요금소 | 구리남양주 요금소 | 구리남양주 요금소 | 구리남양주 요금소 | 구리남양주 요금소 | 구리남양주 요금소 | 구리남양주 요금소 |                | [ 4 ] |
| 구리남양주 (개방식) | 구리 요금소    | 구리 요금소    | 189,823           | 196,808           | 203,058           | 209,091           | 203,568           | 196,534           | 200,178           |                | [ 4 ] |